# Dýrtangle
Dýrtangle ist ein Album der ukrainischen Funeral-Doom-Band Ego Depths.

## Geschichte
Seit der Veröffentlichung seines Debütalbums sammelte Volodymyr „Stigmatheist“ Kryuchkov eine Fülle unabgeschlossenes Songmaterial auf dessen Grundlage er Dýrtangle und die vorausgegangenen Veröffentlichungen erarbeitete. Zugleich ließ er sich von gelesener Literatur und Lebenserfahrungen inspirieren. Die Aufnahme und Produktion gestaltete er weitestgehend allein, band jedoch Gäste in den Aufnahmeprozess für bestimmte Instrumente ein. Durch das komprimierte und permanente Arbeiten an bestehenden Ideen kostete die Produktion des Albums „lange Nächte und literweise Spirituosen“, dauerte jedoch keine Jahre.
Die Aufnahmen fanden im Sommer und Herbst des Jahres 2015 in Kryuchkovs Heimstudio Worms of Obsidian Ark Studio statt. Um einzelne insbesondere rituelle Instrumente einzuspielen, lud Kryuchkov Gäste ein, die unter den Pseudonymen .A.Hungry.Ghost. und Dargalon geführt werden. Die Veröffentlichung des Albums übernahm das italienische Label Dusktone. Kryuchkov kannte das Unternehmen von einigen Veröffentlichungen, die er als sehr interessant wahrgenommen hatte, sandte dem Label ein Demo zu und erhielt einen Vertrag für die Veröffentlichung.

## Albuminformationen
Dýrtangle wurde so als das vierte reguläre Studioalbum der Band am 15. Dezember 2015 über das italienische Label Dusktone erstmals veröffentlicht. Das Album enthält fünf separate Stücke, die eine Gesamtspielzeit von 1:19:24 Stunden haben. Die Gestaltung übernahm Kryuchkov unterstützt von Monakh selbst. Das Cover zeigt die Zeichnung Yamantakas auf gräulichem Grund.

### Konzept
Dýrtangle folgt dem grundlegenden Konzept des Projektes der Selbstreflexion und des emotionalen Ausdruck unter transzendierender Verwendung buddhistische Ideen, nach welchen er seine Gedanken und Gefühle mit der Produktion von Musik erforsche, anstatt die aus der Musik gewonnenen Gedanken und Gefühle zu eruieren. So widme sich Dýrtangle „hungrigen und bösen Geistern, verhandeln die Aspekte des Lebens und debattieren seine Gesetze und Prinzipien.“ Ziel der Aufnahme sei es gewesen, alten tibetischen Schamanismus sowie tibetischen Buddhismus zu erforschen. Alle Stücke befassen sich mit Figuren der Mythologie und Religion Tibets, dem Bön und dem Buddhismus in Tibet.

### Titel
Dýrtangle ist ein Kofferwort das auf einer imaginären und spielerischen Ebene auf die Konzeption des Albums und der Band verweist. Eine absolut stimmige Interpretation wird von Dusktone und Kryuchkov negiert. „Dýr“ bedeute in einer altnordischen Sprache „Tier“, und „Tangle“ verweise als englischer Begriff auf eine Form der „Verstrickung“. Eine wörtliche Übertragung als „in der rauen Umarmung des Tieres“ würde der Bedeutung nicht jedoch gerecht. Mehr verweise der Titel in Anlehnung an den tibetischen Buddhismus auf die Verschmelzung der „Bestien“ beziehungsweise „böser, zorniger Gottheiten“ in und mit den Wächtern des neuen Glaubens.

### Stil
Die traditionellen dem Funeral Doom zugerechneten Instrumente wie Gitarre, Bass und Schlagzeug ergänzt Ego Depths um rituelle und folkloristische Instrumente wie Maultrommel, Klangschale, Duduk, Sitar, Tanpura, Sarod, Rkang-gling, Ritualglocke und Damaru. Auch der Gesang variiert vom Genre-typsichen Growling zu Schreien, Klargesang, Flüstern, Chorälen und Untertongesang.

„Alleinstellungsmerkmal ist der Wechsel aus fernöstlich Angehauchtem und dem arrhythmisch Psychedelischen. Wie ein Strudel aus Schrott, der einen einsaugt und mit einer Vielzahl überlagerter Geräusche langsam zermalmt.“

Das Gitarrenspiel variiert zwischen hellen Anschlägen, melodischen Lead-Läufen, die Raga, die Melodiebögen der klassischen indischen Musik aufgreifen, und stark verzerrten Riffs. Schweren Passagen mit ausgeprägten Riffing stehen längere Phasen Dark Ambient gegenüber. Die Musik ergebe damit eine „ungewöhnliche Variante des Funeral Doom, bei der spektrale, nachhallende Gitarrenmelodien, seelenzerstörende Riffs und das tiefe, rituelle Dröhnen der Trommeln von exotischen Instrumenten“ begleitet werden.

## Wahrnehmung
Dýrtangle wurde international hoch gelobt. So wurde es für No Clean Singing als eines der besten Alben des Jahres besprochen. Die hypnotische, mystische und eindringliche Veröffentlichung offenbare eine dramatische sowie melancholische Schönheit. Auch für das italienische Webzine In Your Eyes wurde dem Album eine mystischen Aura zugesprochen. Das unkonventionelle und unvorhersehbare Album sei ein Beleg für das Vermögen Kryuchkovs. Auch weitere Rezensionen verweisen auf eine „rätselhafte, schwere und eindringliche Atmosphäre,“ der ein kontemplatives Gesamtgefühl folgt.

„In summary EGO DEPTHS once again delivers an excellent piece of work that only shows they have the right formula for the genre of Funeral Doom. Pushing the boundaries of the genre and truly touching upon the darkness.“

„Zusammenfassend liefert EGO DEPTHS erneut ein exzellentes Werk ab, das nur zeigt, dass sie die richtige Formel für das Genre Funeral Doom besitzen. Dabei die Grenzen des Genres erweitern und tatsächlich die Dunkelheit berühren.“